# Willem Schuiling
Willem Schuiling (Anloo, 3 november 1896 – Neubrandenburg, 22 december 1944) was een Nederlands militair, marineofficier en ridder in de Militaire Willems-Orde vierde klasse.

## Leven en werk
Schuiling werd in 1896 in het Drentse Eexterveen, gemeente Anloo, geboren als een zoon van de landbouwer Kornelis Schuiling (1869-1942) en van Hillechien Trip (1870-1952). Hij doorliep het Koninklijk Instituut voor de Marine en hij voltooide de opleiding in 1922; op 10 augustus 1922 werd Schuiling benoemd tot eerste luitenant. Op 16 februari 1932 werd hij benoemd tot kapitein van het Korps Mariniers. Op tien mei 1940 viel Duitsland Nederland binnen. Tot dertien mei bleef Schuiling moedig optreden bij de verdediging van de Maasbruggen te Rotterdam. Maar hij werd opgepakt en gedeporteerd naar het concentratiekamp Stalag 371 te Neubrandenburg, alwaar hij op tweeëntwintig december 1944 overleed. 
Voor zijn verdiensten is een mijnenveger naar Schuiling vernoemd, te weten de Hr.Ms. Schuiling. Deze mijnenveger maakte deel uit van de Van Straelenklasse.
Hij overleed op een leeftijd van achtenveertig jaren. Op tien mei 1946, werd hij benoemd tot ridder in de Militaire Willems-Orde vierde klasse. Hij is tevens onderscheiden met het officierskruis. In 1949 werd hij begraven op de Algemene Begraafplaats Crooswijk te Rotterdam.